# خريف العنقاء
خريف العنقاء هو مسلسل عراقي عرض في عام 2005.

## الممثلون
- عبير فريد
- إيناس طالب
- بهجت الجبوري
- آسيا كمال
- أحمد شكري العقيدي